# Alopecuroceras atripluma
Alopecuroceras atripluma är en tvåvingeart som beskrevs av James 1960. Alopecuroceras atripluma ingår i släktet Alopecuroceras och familjen vapenflugor.
Artens utbredningsområde är Madagaskar. Inga underarter finns listade i Catalogue of Life.